# لوبراس
بلدية لوبراس (بالإسبانية: Lobras) هي بلدية تقع في مقاطعة غرناطة التابعة لمنطقة أندلوسيا جنوب إسبانيا.

## الديموغرافيا
بلغ عدد سكان بلدية لوبراس 160 نسمة عام 2011 (وفقاً للمعهد الوطني الإسباني للإحصاء).
| 190 | 176 | 148 | 126 | 128 | 131 | 160 |